# Půdní typ
Půdní typ je kategorizační jednotka Taxonomického klasifikačního systému půd ČR. Půdy jsou řazeny vždy do půdních typů dle stejných diagnostických horizontů. Československá klasifikace obsahuje 21 půdních typů, z čehož 18 z nich se vyskytuje na území České republiky. Vyšší půdní jednotkou je skupina, nižší pak subtyp. Názvy jsou jednoslovné, psané s malým počátečním písmenem. Používají se názvy mezinárodně srozumitelné nebo názvy s koncovkou -zem, kdy kořen slova vystihuje barvu půdy, či hlavní půdotvorný proces. Půdní typy se označují dvěma velkými písmeny.

## Klasifikace půd s vyznačením půdních typů
- Skupina půd ochrických
  - litozem (LI)
    - litozem typická

  - regozem (RM)
    - regozem typická
    - regozem psefitická
    - regozem arenická
    - regozem pelická
- Skupina půd melanických
  - ranker (RN)
    - ranker typický
    - ranker kambizemní
    - ranker andozemní
    - ranker podzolový

  - rendzina (RA)
    - rendzina typická
    - rendzina litická
    - rendzina kambizemní
    - rendzina tanglová
    - rendzina sutinová
    - rendzina rubefikovaná

  - pararendzina (PR)
    - pararendzina typická

  - smonice (SA)
    - smonice typická
- Skupina půd molických
  - černozem (ČM)
    - černozem typická
    - černozem arenická
    - černozem pelická
    - černozem hnědozemní
    - černozem kambizemní
    - černozem černicová
    - černozem slancová

  - černice (ČA)
    - černice typická
    - černice arenická
    - černice pelická
    - černice černozemní
    - černice glejová
    - černice organozemní
    - černice slancová
- Skupina půd illimerických
  - šedozem (SM)
    - šedozem typická
    - šedozem hnědozemní

  - hnědozem (HM)
    - hnědozem typická
    - hnědozem arenická
    - hnědozem luvizemní
    - hnědozem pseudoglejová
    - hnědozem rubefikovaná

  - luvizem (LM)
    - luvizem typická
    - luvizem arenická
    - luvizem podzolová
    - luvizem pseudoglejová
    - luvizem rubefikovaná
- Skupina půd hnědých
  - kambizem (KM)
    - kambizem typická
    - kambizem arenická
    - kambizem pelická
    - kambizem rendzinová
    - kambizem eutrofní
    - kambizem andozemní
    - kambizem luvizemní
    - kambizem pseudoglejová
    - kambizem rubefikovaná

  - andozem (AM)
    - andozem typická
- Skupina půd podzolových
  - podzol (PZ)
    - podzol typický
    - podzol arenický
    - podzol kambizemní
    - podzol glejový
    - podzol organozemní
- Skupina půd hydromorfních
  - pseudoglej (PG)
    - pseudoglej primární
    - pseudoglej luvizemní
    - pseudoglej stagnoglejový
    - pseudoglej organozemní
    - pseudoglej rubefikovaný

  - glej (GL)
    - glej typický
    - glej arenický
    - glej organozemní

  - organozem (OM)
    - organozem typická
    - organozem litická
    - organozem glejová
- Skupina půd nivních
  - fluvizem (FM)
    - fluvizem typická
    - fluvizem psefitická
    - fluvizem arenická
    - fluvizem pelická
    - fluvizem pseudoglejová
    - fluvizem slancová
- Skupina půd salinických
  - solončak (SK)
    - solončak typický
    - solončak slancový

  - slanec (SC)
    - slanec typický
    - slanec solodový
- Skupina půd antropických
  - kultizem (KT)
    - kultizem zahradní
    - kultizem rigolovaná
    - kultizem terasovaná
    - kultizem skrývková
    - kultizem haldová
    - kultizem zavášková
    - kultizem imisní